# سيسان القديم (مهر أنرود)
سیسان القدیم (بالفارسية: سیسان قدیم) هي قرية تقع في إيران في قسم مهرانرود الجنوبي الريفي. يقدر عدد سكانها بـ 17 نسمة بحسب إحصاء 2016.